# Heinrich II. Bochholt

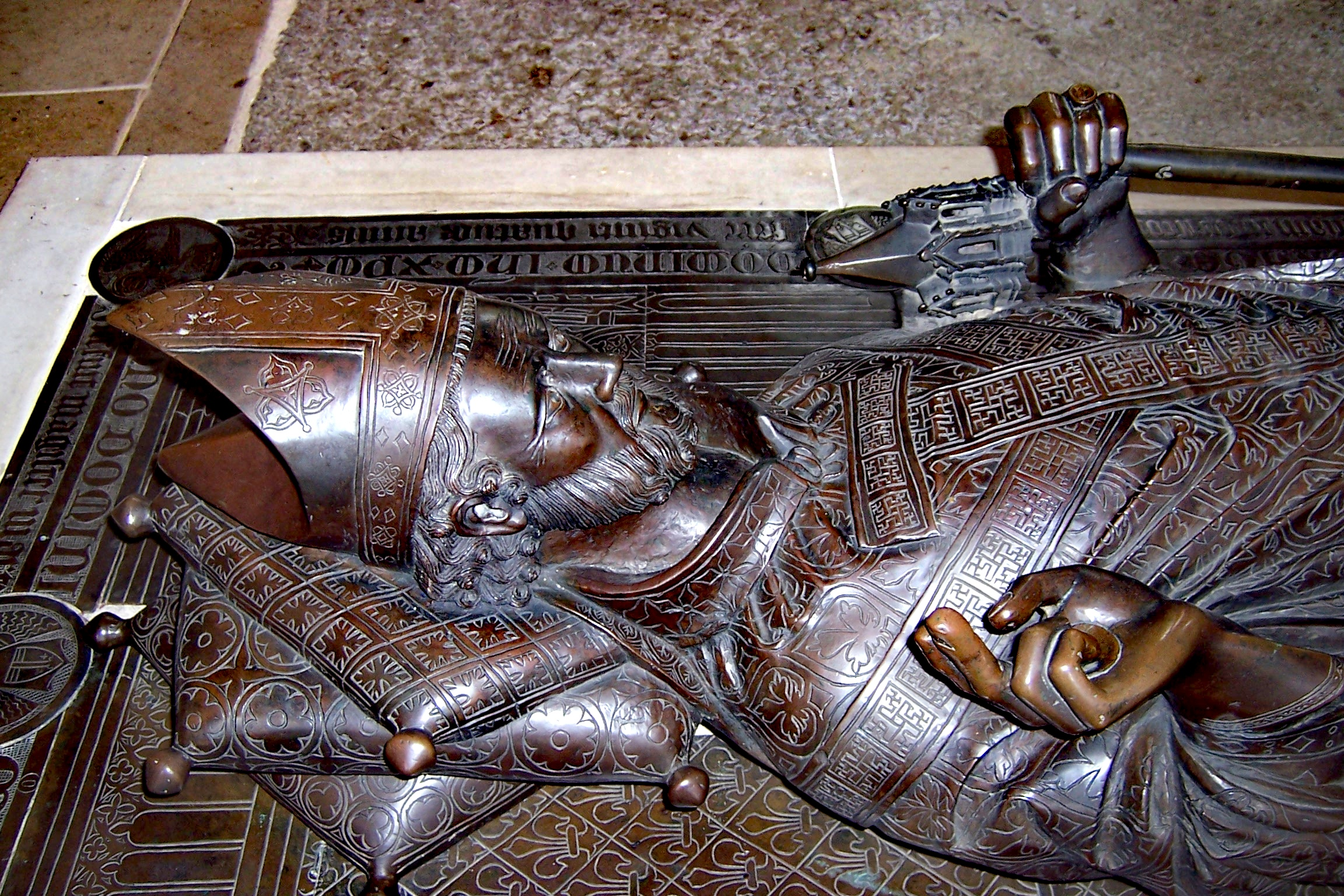
Grabmonument für Bischof Heinrich Bochholt im Chor des Lübecker Doms

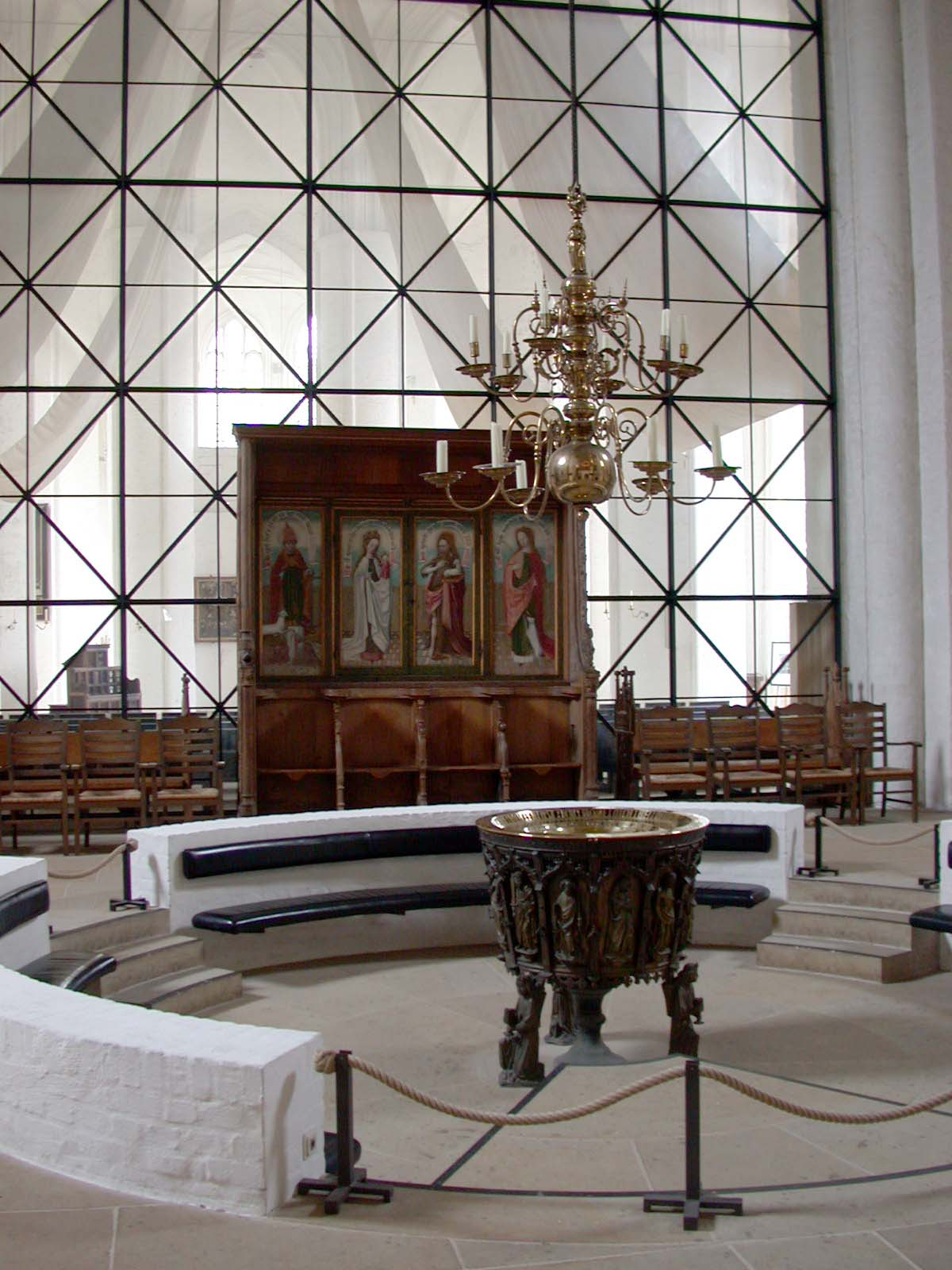
Gotisches Chorgestühl aus der Zeit von Heinrich Bocholt

Heinrich Bocholt (* Lübeck; † 1. März 1341 Lübeck) war ab 1317 als Heinrich II. Bischof von Lübeck.

## Leben
Heinrich Bochholt war einer der Söhne des Lübecker Ratsherrn Siegfried von Bokholt. Mit Heinrich Bochholt, M.A. und M.med., wurde der erste eindeutig Bürgerliche zum Bischof in der Hansestadt Lübeck. Sein Vorgänger Burkhard von Serkem (1276–1317) hatte in heftigem Streit mit dem Rat der Stadt und ihren Bürgern gelegen. Ein Streit, der die Rolle der katholischen Kirche in der Stadt nicht befördert hatte, in der Klerus und weltliche Ordnung der Republik des Patriziats von jeher in einem Wettstreit standen, in dem der Kirche der zweite Platz vorgegeben war. Diesen Streit legte die Wahl Heinrichs durch das Bremer Domkapitel, die allerdings ohne Zustimmung des aus Bremen vertriebenen Bremer Erzbischofs Jens Grand (1308–1327) erfolgte, bei. Der Kardinal Berengar, Bischof von Tusculum, hob im Auftrage des Papstes Johannes XXII. in Avignon das Interdikt gegen den Rat der Stadt Lübeck auf, das Serkem hatte verhängen lassen. Die Grenzstreitigkeiten im Gebiet des heutigen Bad Schwartau bei Alt-Lübeck wurden zwischen Domkapitel und Rat einvernehmlich beigelegt. 
Über diesem Streit war auch der bereits 1266 unter Bischof Johannes III. von Tralau (1260–1276) in Aussicht genommene Neubau eines gotischen Hochchors am Lübecker Dom zwar wohl begonnen worden, aber dann doch schlichtweg stecken geblieben. Erst Heinrich Bochholt setzte die Arbeiten ab 1329/30 energisch fort, nachdem er zuvor aufgrund einer Reise nach Avignon von 1321 bis 1328 sicher sein konnte, dass Erzbischof Johann Grand die Zustimmung zu seinem Amt nicht weiter verweigern konnte. Der Chor wurde nicht nur unter Einsatz hoher privater Geldmittel des Bischofs vollendet, er stattete ihn auch selbst allein mit fünf Nebenaltären (Vikarien) aus, die im Vikarienbuch des Doms für die Jahre 1332–36 verzeichnet sind. Die Fertigstellung und Weihe erlebte Bischof Heinrich allerdings knapp nicht mehr. So erfolgte die Weihe einen Monat nach seinem Tod am 1. April 1341 durch seinen Nachfolger Bischof Johannes Mul (1341–1350).
Insbesondere im Dom sieht man an den Pfeilern der Gewölbe, dass die Planung während des Baues geändert wurde und der Chor dann doch wesentlich höher ausgeführt wurde als zunächst geplant. Bezogen auf die Grundfläche nimmt er fast die Hälfte der Fläche ein. Durch die Zerstörungen aufgrund des Luftangriffs auf Lübeck am 29. März 1942 wurde der Chor erst relativ spät nach dem Krieg wieder eingedeckt. Er ist heute durch eine große Glaswand vom Hauptschiff getrennt und dient der Gemeindearbeit. Bischof Heinrich liegt in der Mitte seines Chors unter einer Bronzegrabplatte, die seine Statue als Vollbild mit einem Modell des von ihm vollendeten Domchors schmückt, begraben. Der Stil der Grabplatte ist von ähnlichen Arbeiten in Flandern beeinflusst. Sie stammt aus der Werkstatt des Lübecker Rotgießers Jan Apengeter, der auch die Bronzetaufe der Lübecker Marienkirche (1337) gegossen hatte.
Sein Bruder Johannes II. von Bokholt war Bischof im Bistum Schleswig.

## Belege
1. ↑  Vollständiger Text der Inschrift mit Erläuterung und Übersetzung bei: Adolf Clasen: Verkannte Schätze - Lübecks lateinische Inschriften im Original und auf Deutsch. Lübeck 2002, S. 46 ff. ISBN 3795004756

| Vorgänger           | Amt                          | Nachfolger   |
| ------------------- | ---------------------------- | ------------ |
| Burkhard von Serkem | Bischof von Lübeck 1317–1341 | Johannes Mul |

| Personendaten    | Personendaten                        |
| ---------------- | ------------------------------------ |
| NAME             | Heinrich II. Bochholt                |
| KURZBESCHREIBUNG | Bischof von Lübeck                   |
| GEBURTSDATUM     | 13. Jahrhundert oder 14. Jahrhundert |
| STERBEDATUM      | 1. März 1341                         |
| STERBEORT        | Lübeck                               |